# 교황 바오로 4세
교황 바오로 4세(라틴어: Paulus PP. IV, 이탈리아어: Papa Paolo IV)는 제223대 교황(재위: 1555년 5월 23일 ~ 1559년 8월 18일)이다. 본명은 잔 피에트로 카라파(이탈리아어: Gian Pietro Carafa)이다. 1524년 가예타노 티에네와 함께 테아티노회를 창설하였다.

## 유년 시절
잔 피에트로 카라파는 나폴리의 유명한 귀족 집안의 자제로 아벨리노 인근의 카프릴리아이르피나에서 태어났다. 그의 아버지 조반니 안토니오 카라파는 1516년 베스트플란데런에서 사망했으며, 어머니 비토리아 캄포네스키는 나폴리 귀족인 제4대 몬토리오네이프렌타니 백작 피에트로 랄레 캄포네스키와 포르투갈 페레이라 가문의 여식인 마리아 데 노론하의 딸이다.

## 주교
잔 피에트로 카라파는 삼촌인 올리비에로 카라파 추기경에게 가르침을 받았는데, 이 때 받은 교육은 훗날 그가 키에티 교구장이 되는데 있어 도움이 되었다. 교황 레오 10세 치세 때 그는 잉글랜드와 스페인의 교황 대사를 지냈는데, 이때 그가 본 스페인 왕들의 강압적인 정치가 강렬한 인상을 남겨 훗날 그가 교황이 되었을 때의 정책에까지 영향을 미쳤다.
1524년 교황 클레멘스 7세는 카라파가 성직록을 반납하고 금욕생활에 들어가 그의 교구명(키에티의 라틴어 명칭이 테아테)에서 이름을 딴 테아티노회라는 명칭의 율수성직자회를 조직하는 것을 허락하였다. 1527년 로마 약탈이 일어나자 그는 베네치아로 피신하였다. 그러나 카라파는 개혁적 성향인 교황 바오로 3세에 의해 로마로 다시 소환되었다. 그의 교황궁 개혁 위원회 위원 임명은 인문주의 교황 시대의 종식과 스콜라 철학의 부활을 알리는 신호탄이었다. 카라파는 토마스 아퀴나스의 철저한 신봉자였다.

## 추기경
1536년 12월 그는 산 판크라치오 성당의 사제급 추기경과 나폴리 대교구장에 임명되었다.
1541년 레겐스부르크 회의에서 유럽의 가톨릭교회와 개신교 사이에 화해가 이루어지지 않은 대신에 이탈리아의 많은 저명인사가 개신교 진영으로 배교하였다. 이에 대응하기 위해 카라파는 교황 바오로 3세를 설득해 스페인 종교재판을 본따 로마 종교재판소를 설치하도록 하였다. 1542년 이를 알리는 교황 칙서가 발표되었으며, 대심문관 중의 한 사람이 된 카라파는 “설령 이단자가 내 아버지라 해도 나는 그를 화형시키기 위해 장작더미를 모으겠다”고 맹세하였다.

## 교황 선출
놀랍게도 교황 마르첼로 2세의 후임자로 잔 피에트로 카라파가 선출되었다. 당시 그는 79세의 고령이었던 데다가 완고하고 비타협적인 성격 탓에 그가 교황이 될 것이라고는 누구도 예상하지 못했다. 이러한 그의 성격에 이탈리아 민족주의까지 결합되면서 그의 불굴의 의지는 공교롭게도 나중에 그의 명예를 실추시키는 원인이 되었다. 신성 로마 제국 황제 카를 5세가 그의 선출에 반대하였으나 카라파는 기꺼이 자신의 선출을 받아들였다.

## 교황
교황이 된 후 그의 민족주의는 동력을 얻게 되었다. 그는 교황직을 통해 갈수록 증가한 외세의 간섭으로부터 다소 자유를 지켰다. 그는 교황 바오로 3세와 마찬가지로 콜론나 가문과 적대하였다. 그는 콜론나 가문의 남자와 결혼한 조반나 다라고나에 대한 비인도적 처사로 인하여 베네치아에서 부정적인 여론이 생겼다. 왜냐하면 그녀는 오랫동안 예술가들과 작가들의 후원자였기 때문이다.
조카인 카를로 카라파 추기경은 그의 대표적인 정치적 고문이었다. 프랑스로부터 연금을 받은 카라파 추기경은 프랑스와의 동맹을 지키기 위해 힘썼다. 카를로의 형 조반니 카라파는 1556년 콜론나 가문으로부터 팔리아노를 빼앗은 후 팔리아노 공작과 교황군 지휘관이 되었다. 교황의 또 다른 조카 안토니오 카라파는 몬테벨로 후작과 교황의 근위대장이 되었다. 이들 형제는 로마에서 악명이 자자했다. 그러나 펠리페 2세와의 참혹했던 이탈리아 전쟁 (1551–1559)이 끝나고 많은 추문이 일어나자 교황은 1559년에 조카들을 공개적인 자리에서 망신을 주고 로마에서 추방했다.
소위 종교개혁 이후 당시 유럽에서 개신교의 교세가 점점 더 확산되어가자 교황은 모든 가톨릭 군주들에게 개신교 군주들을 이단자로 취급하도록 요구하였으며, 그에 따라 국제관습법에 의거해 개신교 군주들의 통치를 불법 행위로 간주하였다. 따라서 유럽의 가톨릭 군주들은 당시 잉글랜드 왕국에 속한 아일랜드를 개신교 군주들의 지배로부터 보호하는 군주라면 누구에게나 주어질 수 있는 교황의 봉토라고 생각했다. 바오로 4세는 1555년에 교황 칙서 《Ilius, per quem Reges regnant》를 발표하여 펠리페 2세와 메리 1세를 아일랜드를까지 포함하여 잉글랜드의 왕과 여왕으로 인정하였다. 또한 그는 잉글랜드의 새 여왕 엘리자베스 1세의 왕권을 부정하고 영국 종교개혁 기간에 수도원이 해산되면서 몰수된 재산을 돌려줄 것을 주장하여 새 여왕의 반감을 샀다.
바오로 4세는 자유주의 성향인 조반니 모로네 추기경을 단호하게 반대해 그의 정체가 개신교 신자라고 의심하여, 그를 체포해 감옥에 가두기까지 하였다. 그리고 모로네가 자신의 뒤를 이어 교황으로 선출되는 것을 막고 교회에서 개신교 신앙이 퍼지는 것을 예방하기 위해 이단자들과 비가톨릭 신자들이 허위로 가톨릭 신자로 속여서 교회법에 따라 교황이 될 경우를 이를 무효화한다는 내용의 교황 칙서 《Cum ex apostolatus officio》를 발표했다.
바오로 4세는 엄격하고 정통적이면서 금욕적이고 독재적인 자세를 취했다. 그는 ‘교회 밖에는 구원이 없다’(Extra Ecclesiam nulla salus)는 가톨릭 교리를 재천명했다. 그는 스피리투아리(Spirituali)라는 가톨릭 단체를 이단으로 간주하고 이들을 억압하기 위해 검사성성을 발동시켰다. 바오로 4세 치하에서 종교재판은 계속해서 강화되었으며, 교회의 쇄신을 주장하는 사람들은 안심할 수가 없었다. 심지어 추기경조차 그가 싫어한다면 투옥될 수 있었다. 바오로 4세는 이단심문관 미켈레 지슬리에리(훗날의 교황 비오 5세)를 대심문관으로 임명했는데, 그가 코모에서 이단심문관으로 활동할 당시, 그 억압이 너무 심해서 도시 전역에 봉기가 일어나고 미켈레 지슬리에리 본인도 피신해 겨우 목숨을 부지했다는 사실에도 불구하고 임명을 단행했다.

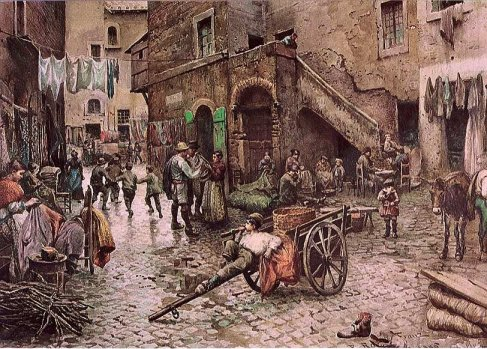
프란츠 뢰머의 〈로마 게토〉(1880년경)

1555년 7월 17일 바오로 4세는 교회 역사를 통틀어 가장 유명한 교황 칙서 중의 하나를 발표하였다. 교황 칙서 《불합리하므로》(Cum Nimis Absurdum)는 로마 시내에 유대인 게토를 만들 것을 지시했다. 교황은 옛적부터 많은 유대인이 거주하고 있는 리오네 산탄젤로를 지정하고 이곳을 나머지 구역으로부터 격리하라고 지시했다. 사방이 벽으로 막힌 게토가 나머지 구역과 통할 수 있는 유일한 통로는 문 하나였는데, 이 문은 매일 해질녘이면 닫았다. 유대인들은 이를 위한 모든 설계와 건설 비용을 직접 지불해야 했는데, 대략 300 스쿠디가 소모되었다고 한다. 교황 칙서는 다른 방식으로도 유대인들을 통제했다. 그들은 도시 하나당 한 채 이상의 시나고그를 갖는 것이 금지되었으며, 로마의 경우 일곱 채 이상의 회당이 파괴되었다. 모든 유대인은 특히 게토 밖을 외출할 때는 특유의 노란 모자를 쓰도록 강요당했고, 음식과 헌 옷을 제외한 물품을 거래하는 것이 금지되었다. 모든 그리스도교 신자는 유대인들을 2등 시민으로 대우하도록 권장되었으며, 유대인이 어떤 식으로든 그리스도교 신자에게 저항하면 중벌에 처해졌는데, 종종 폭도들의 습격을 받기도 했다. 바오로 4세의 5년 재위기간 말엽에 로마에 거주하는 유대인들의 숫자는 절반으로 줄었다. 그러나 그의 반유대주의 영향은 그 후로도 300년 이상 남았다. 그가 세운 게토는 1870년에 교황령의 해체로 폐지되었으며, 게토를 둘러싼 벽은 1888년에 허물어졌다.
레오폴트 폰 랑케에 따르면, 엄격한 금욕과 르네상스 이전 생활의 복원에 대한 열망이 바오로 4세 시대의 지배적인 추세였다고 한다. 수도원을 떠난 수사들은 교황령에서 추방되었다. 그는 높은 자리에 있으면서 자기 할 일은 남에게 다 맡기고 봉급만 꼬박꼬박 타먹는 사람의 행위를 용납하지 않았다.
모든 구걸 행위는 금지되었다. 미사를 집전하기에 앞서 구호금을 모으는 행위를 중지한 성직자에게는 그리스도가 성전에서 상인들을 몰아내는 장면이 새겨진 메달이 수여되었다. 바오로 4세는 교황청의 주요 직책에 대한 매매를 근절하기 위해 교황청 개혁을 단행했다. 모든 세속적 지위는 지위고하를 막론하고 개인의 능력에 따라 배속되었다. 경제면에 있어서는 세금을 감면하는 조치를 취하였다. 바오로 4세는 사람들의 불만사항을 접수하기 위해 자신만이 열쇠로 열어볼 수 있는 투고함을 마련하기도 했다.
바오로 4세가 재위하는 동안 검열은 더욱 강화되었다. 교황으로써 그가 한 첫 번째 활동 중의 하나는 미켈란젤로의 연금을 끓고, 그가 시스티나 경당에 그린 최후의 심판의 누드화에 덧칠해 보다 건전하게 만들라는 지시를 내린 것이다. 이 때부터 여러 그림과 조각상의 성기 부위가 무화과 나뭇잎으로 가려지기 시작한다. 바오로 4세는 또한 점차 성장해가는 프로테스탄티즘의 위협을 엄중단속하기 위해 당시 무역으로 번창한 독립국이었던 베네치아 공화국에 금서 목록을 도입하라는 지시를 내렸다. 그의 지시에 따라 라틴어 성경의 이탈리아어나 독일어 번역본을 포함해 개신교 신자가 쓴 모든 책은 금지되었다.
교황 바오로 4세는 1527년에 발생한 로마약탈을 용서하지 못하고 프랑스와 연합하여 펠리페 2세가 이끄는 스페인 합스부르크 세력을 이탈리아에서 몰아내려고 시도했다. 당시 스페인은 나폴리 왕국과 밀라노를 통치하고 있었으며 이탈리아 중북부 토스카나에도 강한 영향력을 행사하고 있었다. 1552년에 프랑스 앙리 2세가 밀라노와 나폴리에 대한 계승권을 주장하며 황제 카를 5세를 상대로 전쟁을 일으켰다. 이탈리아에서 전쟁이 벌어지고 프랑스와 독일 접경지역에서도 전투가 벌어지는등 유럽이 다시 시끄러워졌다. 이런 가운데 1555년에 교황에 즉위한 바오로 4세는 그의 조카 카를로 카파파의 설득에 넘어가 프랑스와 동맹을 맺고 펠리페 2세의 나폴리 왕국 통치권 박탈을 선언했다.
나폴리 부왕 알바 공작이 진격해오자 교황은 휴전을 요청하며 프랑스 군의 도움을 받으려 했다. 그러나 이를 간파한 나폴리-스페인 연합군이 이동하는 프랑스 군을 격파하였다. 1557년 9월 나폴리 부왕 알바 공작이 로마로 진격해오자 교황 바오로 4세는 뒤늦게 항복을 선언했다. 교황은 9얼 12일에 스페인이 제시한 조건을 수용하며 카베 평화 조약에 서명하였고 알바 공작은 아무런 피해도 입히지 않고 로마에서 철군하였다.

## 죽음
1559년 5월부터 바오로 4세의 건강이 나빠지기 시작했다. 그 해 7월에는 잠깐 회복되어 일반 알현을 받고 종교재판에 참석하였다. 그러나 단식 행위와 여름의 더위로 인해 다시 건강이 나빠졌다. 그는 침상에 몸져 누웠고, 8월 17일에 이르러서는 더 이상 회복될 기미가 보이지 않는다는 것이 분명해졌다. 8월 18일 바오로 4세는 병상에서 추기경들과 기타 고위 성직자들을 모아놓고 ‘정의롭고 거룩한’ 후임자를 선출할 것과 가톨릭교회의 힘을 근간으로 종교재판을 그대로 유지할 것을 당부했다. 그리고 오후 2시~3시경에 거의 죽음을 눈 앞에 두었으며, 오후 5시에 선종하였다.

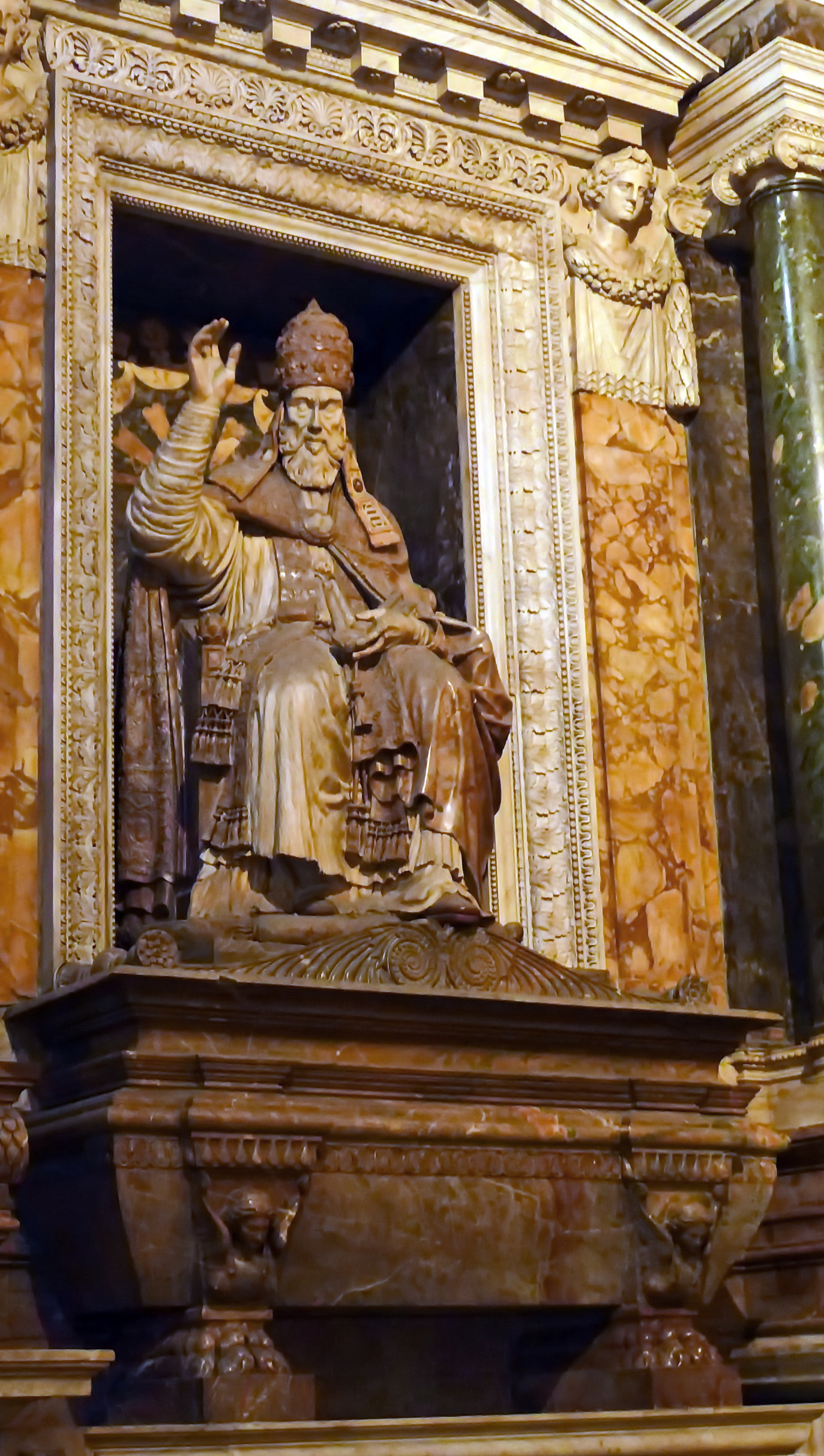
교황 바오로 4세의 무덤

로마 시민들은 그동안 바오로 4세의 강압적인 통치에 대한 불만이 팽배하였다. 그리하여 캄피돌리오 광장에 모인 군중은 바오로 4세가 선종하기도 전에 폭동을 일으키기 시작했다. 몇달 전에 캄피돌리오 광장에 세워진 바오로 4세의 동상에는 (바오로 4세가 유대인들에게 공개적으로 노란색 모자를 쓰라고 지시한 것과 비슷하게) 노란색 모자가 씌워진 후, 시민들의 모의재판의 판결에 따라 목이 잘려 파괴되었다. 파괴된 동상은 테베레강에 던져졌다.
이후 군중은 로마 시내에 있는 교도소 세 곳을 습격해 400명 이상의 죄수들을 풀어주고, 종교재판의 심장부인 검사성성 청사에 침입해 테러를 일으켰다. 그들은 이단심문관 톰마소 스코티를 살해하고 72명의 죄수를 풀어주었다. 군중은 검사성성 청사 곳곳을 다 뒤집어 엎고, 종교재판과 관련된 공문서들을 불태웠다. 기록이 불분명하여 확실하지 않지만 당일 또는 다음날 군중은 이어서 산타 마리아 소프라 미네르바 성당을 습격하였다. 몇몇 지방 귀족들의 중재로 성당 안에 있던 사람들은 간신히 목숨을 부지할 수 있었다. 폭동이 일어난지 3일째 되는 날, 군중은 로마에 있는 모든 성당과 기념비, 기타 건물 등에 있는 카라파 가문의 문장을 떼어냈다.
바오로 4세에 대한 대중의 적대감은 시간이 지나도 사그라들지 않았다. 현대 역사학자들은 대체로 그의 치세를 매우 박하게 평가하고 있다. 그의 정책은 정치적 또는 종교적 목표보다는 스페인이나 유대인들에 대한 개인적인 편견을 기반으로 하고 있었다. 가톨릭교회와 개신교 사이에 불안정한 균형이 유지되던 시기에 바오로 4세의 적대감은 개신교가 북유럽 전역에 널리 퍼지는 것을 막는데 거의 실패하였다. 스페인에 대한 그의 반감은 유럽에서 가장 강력한 가톨릭 왕조인 합스부르크 왕조와의 관계를 멀어지게 했으며, 그의 금욕적인 성격은 당시의 예술과 지적 움직임과는 전혀 동떨어진 것이었다. 가령 바오로 4세는 종종 시스티나 경당 천장화에 회칠해 덮어버려야 한다고 말하곤 했다. 이러한 복고적인 태도는 다른 사람들과의 관계를 소원하게 만들었다. 역사학자 존 줄리어스 노리치는 바오로 4세를 가리켜 ‘16세기 최악의 교황’이라고 혹평하였다.
선종한지 4~5시간이 지나서 바오로 4세의 시신은 사도 궁전에 있는 파올리나 경당에 안치되었다. 시신은 평온하게 뉘었으며, 성가대는 8월 19일 아침 죽은 자를 위한 성무일도를 바쳤다. 추기경들과 그 밖의 많은 조문객이 바오로 4세의 발에 입맞추어 그에게 경의를 표하였다. 성 베드로 대성전의 의전사제들은 관례에 따라 돈과 선물을 받기 전까지는 그의 시신을 대성전에 모실 수 없다며 거부했다. 대신에 그들은 성체 경당에서 성무일도를 바쳤다. 바오로 4세의 시신은 오후 6시 30분에 사도 궁전에 있는 시스티나 경당으로 옮겨졌다.
바오로 4세의 조카인 카를로 카라파 추기경은 8월 19일 늦게 로마에 도착하였다. 폭도들이 들이닥쳐 교황의 시신을 훼손할 것을 염려하여 카라파 추기경은 밤 10시에 별다른 예식 없이 거룩한 얼굴 경당 옆에 시신을 안장하였다. 바오로 4세의 시신은 1566년 10월까지 거룩한 얼굴 경당에 있다가 교황 비오 5세 때에 산타 마리아 소프리 미네르바 성당의 카라파 경당으로 이장되었다. 카라파 경당은 바오로 4세의 삼촌이자 조언자였던 올리비에로 카라파 추기경이 세운 경당으로, 그의 무덤은 피로 리고리오가 제작한 것이다.